# Iso-Perkai
Iso-Perkai eller Suur-Perkaa är en sjö i Finland. Den ligger i kommunen Pieksämäki i landskapet Södra Savolax, i den södra delen av landet, 260 km norr om huvudstaden Helsingfors. Iso-Perkai ligger 121,3 meter över havet. Arean är 1,35 kvadratkilometer och strandlinjen är 9,98 kilometer lång. Sjön  ingår i Kymmene älvs huvudavrinningsområde.   I omgivningarna runt Iso-Perkai växer i huvudsak blandskog.